# Франсуа ван Кампенгаут
Франсуа ван Кампенгаут (фр. François Van Campenhout; 5 лютого 1779, Брюссель — 24 квітня 1848, Брюссель) — бельгійський оперний співак, диригент і композитор, написав музику для бельгійського національного гімну «La Brabançonne».

## Біографія
Кампенгаут народився у Брюсселі, де вивчав скрипку. Спочатку він працював офісним клерком, але незабаром продовжив кар'єру музиканта. Після того, як деякий час він був скрипалем у Театрі де ла Монна (або Мунчувбург) у Брюсселі, він почав кар'єру тенора в Опері в Генті. Це було початком успішної оперної кар'єри, яка привела його до Брюсселя, Антверпена, Парижа, Амстердама, Гааги, Ліона та Бордо. У 1828 році він закінчив свою кар'єру як співак і став диригентом у Брюсселі, де помер у 1848 році. Похований у Брюссельському кладовищі в Брюсселі.

## Творчість
Кампенгаут написав велику кількість робіт: опери, такі як Гротіус або Шато де Лавстейн і Пассе-Парту, які були успішними, і він також писав музику для балету, симфонії і хорову музику. Він написав музику Брабансона у вересні 1830 року, до тексту Олександра Деше.
Ван Кампенгаут був масоном і членом Великого Сходу Бельгії.